# Julio Villalba
Julio César Villalba Gaona (* 17. September 1998 in Ciudad del Este) ist ein paraguayischer Fußballspieler. Der Stürmer spielte bei Vereinen in seiner Heimat Paraguay, Deutschland, Österreich und Ecuador.

## Karriere

### Verein
Der 1,74 Meter große Offensivakteur Villalba entstammt der Jugendabteilung des paraguayischen Erstligisten Cerro Porteño. Bereits sowohl sein Onkel Gerardo Villalba als auch sein Großvater spielten ebenfalls für den Klub. Mit der U-20 des Klubs nahm Julio Villalba 2016 an der Copa Libertadores Sub-20 teil und erzielte bei insgesamt drei Einsätzen einen Treffer. Im selben Jahr kam er auch bereits in 16 Spielen der Primera División zum Einsatz und schoss vier Tore. Darüber hinaus absolvierte er auch einen persönlich torlosen Kurzeinsatz bei der Copa Sudamericana 2016. Im Folgejahr bestritt er 13 Erstligabegegnungen und ein Spiel der Copa Sudamericana 2017. Dabei erzielte er zwei bzw. einen Treffer.
Zur Saison 2017/18 wechselte er zum deutschen Bundesligisten Borussia Mönchengladbach. Die Borussia hatte ihn bereits 2016 verpflichtet und nach Angaben Villalbas mit einem Fünfjahresvertrag ausgestattet. Während die paraguayische Presse die Verpflichtung bereits Ende Januar 2016 als vollzogen meldete, stand Anfang Februar 2016 die offizielle Bestätigung von Seiten des Klubs aus dem Rheinland noch aus. Sein endgültiger Wechsel nach Deutschland war dabei ursprünglich für den Januar 2017 vorgesehen. Villalba blieb jedoch zunächst leihweise bis Juli 2017 beim Klub aus der paraguayischen Hauptstadt Asunción. Seitens der paraguayischen Presse wurden als Ablösesumme 1,5 Millionen Euro kolportiert. Borussia Mönchengladbach habe sich 70 Prozent der Transferrechte gesichert.
Für Gladbach kam der Paraguayer lediglich zu einem Einsatz in der Saison 2017/18 in der Bundesliga, in den Spielzeiten 2018/19 und 2019/20 kam er, auch bedingt durch Verletzungen, nicht zum Zug. Darüber hinaus besitzt er aufgrund seiner südamerikanischen Herkunft keine Spielberechtigung für die U23.
Daraufhin wurde der Stürmer im Januar 2020 bis Saisonende in die österreichische Bundesliga an den SCR Altach verliehen. Bis zum Ende der Leihe kam er zu acht Bundesligaeinsätzen.
In der Saison 2020/21 stand er wieder bei Borussia Mönchengladbach im Kader, kam aber lediglich zu einem Einsatz im DFB-Pokal. Ab Mitte Februar 2021 fiel er wegen einer Verletzung bis Saisonende aus. Nachdem sein Vertrag mit Ablauf der Saison 2020/21 geendet hatte, blieb Villaba zunächst ohne Verein. Er kehrte nach Südamerika zurück und schloss sich Guayaquil City FC aus Ecuador an. Mitte 2023 wechselte er in seine Heimat zu Sol de América. Anschließend spielte er bei Sportivo Luqueño und Independiente FBC.

### Nationalmannschaft
Villalba nahm mit der paraguayischen U17-Nationalmannschaft im Jahr 2015 sowohl an der U17-Südamerikameisterschaft als auch an der Weltmeisterschaft teil. Während er bei der Südamerikameisterschaft acht Spiele (kein Tor) absolvierte, wurde er bei der WM dreimal eingesetzt und schoss zwei Tore. Er war zwischen 2016 und 2018 auch im Kader der U20-Auswahl Paraguays. Mit ihr bestritt der Angreifer bei der U20-Südamerikameisterschaft zwei Turnierspiele (kein Tor).